# Primus (patriarca)
Primus, també anomenat Aprimus o Abriamus, va ser el cinquè patriarca d'Alexandria, de l'any 106 al 118.
Va ser batejat per l'apòstol Marc, que també el va ordenar sacerdot, juntament amb Anià d'Alexandria, el segon patriarca. Va ser nomenat patriarca el 16 de juny de l'any 106, quan Trajà era emperador, i durant el seu mandat l'Església va viure en pau. Va morir l'any 118, sota el regnat d'Hadrià. El Sinaxari de l'Església Ortodoxa Copta el considera sant.